# ОШ „Стеван Синђелић” Велики Поповић
Основна школа „Стеван Синђелић“ је осморазредна школа у Великом Поповићу. Њој територијално припадају и четвороразредне школе у Богави, Брестову, Медвеђи, Балајнцу и Јасенову. Носи име познатог српског војводе Стевана Синђелића.

## Историјат
Подаци о овој школи датирају још из 1841.године, када се први пут помиње као школа у селу Медвеђи. То је уједно најстарија школа у Горњој Ресави.
У Великом Поповићу је школа почела са радом 1883. године, и тада ју је похађало укупно 86 ученика.
За време Првог светског рата није радила јер су у њој боравили бугарски војници, који су потпуно уништили њену унутрашњост.
Поново је почела са радом 1. септембра 1919. године. Године 1964, 1. јануара формирана је данашња школа одлуком Скупштине општине Деспотовац. Директор школе био је Живомир Филиповић, тадашњи учитељ.
Данас школа има 21 одељење у шест месних заједница. Школу похађа 230 ученика. У школи је запослен 51 радник. Школа има директора, секретара, педагога, шефа рачуноводства, библиотекара, домара и осам помоћних радника.

## Матична школа
У матичној школи има 12 одељења: по једно одељење првог, другог, трећег и четвртог разреда и по два одељења петог, шестог, седмог и осмог разреда, – укупно 160 ученика. 
Наставу изводи четири професора разредне наставе, два наставника разредне наставе, 18 професора предметне наставе, два апсолвента и два вероучитеља. 
У дворишту матичне школе у Великом Поповићу налазе се три објекта који се користе за извођење наставе. Зграда нове школе је изграђена 1989. године. Има десет учионица, наставничком канцеларијом и канцеларијом директора. У једној згради су две учионице, школска трпезарија са кухињом и магацином и зубарска ординација. У „старој школи“ су две канцеларије за секретара, педагога и рачуновођу, ђачка радионица, школска библиотека са преко 9000 књига, кабинет за информатику и рачунарство са 25 рачунара новије генерације и фискултурна сала. Сва издвојена одељења школе су опремљена лаптоп рачунарима и видео-бимом.
- Улаз у школу
- Учионица
- Поглед са улице
- Дигитални кабинет

### Издвојено одељење у Балајнацу
Село Балајнац је удаљено од матичне школе у Великом Поповићу око 3 км. У селу се налази четвороразредна школа, која има 11 ученика, а у склопу школе налази се и вртић. Наставу изводе професори разредне наставе Милан Поповић (други и четврти разред) и Ивана Максимовић (припремни, тј. предшколски разред, први и трећи разред). Зграда школе у Балајнцу данас има две учионице, кухињу, наставничку канцеларију и ходник. Грејање је на појединачне пећи на чврсто гориво. 
Испред школе налази се спортски терен.
- Школа у Балајнацу
- Ходник
- Учионица
- Учионица

### Издвојено одељење у Богави
Село Богава је удаљено од матичне школе у [Великом Поповићу око 6 км. У селу се налази четвороразредна школа, која има 16 ученика, а у склопу школе налази се и вртић. Наставу изводе професори разредне наставе Зоран Вучковић (други и четврти разред) и Душица Милошевић (припремни предшколски разред, први и трећи разред).Зграда школе у Богави изграђена је 1967. године има две класичне учионице, наставничку канцеларију и ходник. Грејање је на појединачним пећима на чврсто гориво. Отворени простор је функционалан и лепо уређен. Школа има и спортски полигон. 

### Издвојено одељење у Брестову
Село Брестово је удаљено од матичне школе у Великом Поповићу око 3 км. У селу се налази четвороразредна школа, која има седам ученика, а у склопу школе налази се и вртић. Наставу изводи наставник разредне наставе Драгана Стојановић. Зграда школе у Брестову је изграђена у склопу Дома културе 1949. године и све до 1953/1954. год. није коришћена у те сврхе. Школа има две класичне учионице, једну мању просторију за учитеља и ходник. Грејање је на чврсто гориво. Школско двориште је пространо, а део дворишта је асфалтиран за спортски терен. 
- Школа у Брестову
- Учионица
- Табла
- Учитељица

### Издвојено одељење у Јасенову
Село Јасеново је удаљено од матичне школе у Великом Поповићу око 7,5 км. У селу се налази четвороразредна школа, која има 14 ученика, а у склопу школе налази се и вртић. Наставу изводе професори разредне наставе Ивица Богдановић (други и четврти разред) и Зоран Ђурђевић (припремни предшколски разред]], први и трећи разред). Зграда школе у Јасенову изграђена је давне 1936. године. Школа у свом саставу има четири учионице (данас су у употреби само две, због недовољног броја деце) просторију за учитеље и пространи хол, два стана за учитеље који се не користе. Грејање је на појединачним пећима на чврсто гориво. Школско двориште је пространо, а део дворишта је асфалтиран за спортски терен. 

### Издвојено одељење у Медвеђи
Село Медвеђа је удаљено од матичне школе у Великом Поповићу око [3 км. У селу се налази четвороразредна школа, која има 16 ученика, а у склопу школе налази се и вртић. Наставу изводе професор разредне наставе Слађана Поповић (припремни разред, први и четврти разред) и Зоран Поповић (други и трећи разред).
Школа у Медвеђи је прва школа у Ресавском крају основана 1841. године. Школа има две класичне учионице, пространи хол и канцеларију за наставнике, један школски стан који се не користи. Отворени простор је функционалан и лепо уређен, са спортским тереном. Грејање је парно са ложењем.
- Школа у Медвеђи
- Учионица
- Панои

## Значајне манифестације
Дан школе се прославља 31. маја. Сваке године се обележава Дечја недеља.